# Liga Femenina de baloncesto 2003-04
La temporada 2003-04 de la Liga Femenina fue la 41.ª temporada de la liga femenina de baloncesto. Se inició el 10 de septiembre de 2003 y acabó el 4 de mayo de 2004. Los playoffs sirvieron a Ros Casares Valencia quien ganó al Universitat de Barcelona - FC Barcelona en los playoffs 3-0.

## Liga regular
| Pos. | Equipo                                  | PJ | G  | P  | PF   | PC   | DP   | Pts | Clasificación o descenso  |
| ---- | --------------------------------------- | -- | -- | -- | ---- | ---- | ---- | --- | ------------------------- |
| 1    | Ros Casares Valencia                    | 26 | 24 | 2  | 2061 | 1517 | +544 | 50  | Clasifican a los Playoffs |
| 2    | Universitat de Barcelona - FC Barcelona | 26 | 22 | 4  | 2079 | 1798 | +281 | 48  | Clasifican a los Playoffs |
| 3    | Yaya María Breogán                      | 26 | 15 | 11 | 1686 | 1691 | −5   | 41  | Clasifican a los Playoffs |
| 4    | Celta Banco Simeón                      | 26 | 15 | 11 | 1711 | 1691 | +20  | 41  | Clasifican a los Playoffs |
| 5    | PC Mendibil                             | 26 | 15 | 11 | 1844 | 1755 | +89  | 41  | Clasifican a los Playoffs |
| 6    | Perfumerías Avenida                     | 26 | 13 | 13 | 1844 | 1784 | +60  | 39  | Clasifican a los Playoffs |
| 7    | USP CEU-ADECCO Estudiantes              | 26 | 13 | 13 | 1776 | 1863 | −87  | 39  | Clasifican a los Playoffs |
| 8    | Mann Filter Zaragoza                    | 26 | 13 | 13 | 1883 | 1830 | +53  | 39  | Clasifican a los Playoffs |
| 9    | CajaCanarias                            | 26 | 12 | 14 | 1855 | 1829 | +26  | 38  |                           |
| 10   | Extrugasa                               | 26 | 11 | 15 | 1695 | 1813 | −118 | 37  |                           |
| 11   | Arranz Acinas                           | 26 | 9  | 17 | 1744 | 1939 | −195 | 35  |                           |
| 12   | Puig d'en Valls Santa Eulalia           | 26 | 8  | 18 | 1656 | 1906 | −250 | 34  |                           |
| 13   | Cadí La Seu                             | 26 | 7  | 19 | 1804 | 1992 | −188 | 33  | Descenso a LF2            |
| 14   | Rivas Futura                            | 26 | 5  | 21 | 1796 | 2026 | −230 | 31  | Descenso a LF2            |

 Fuente: FEB

### Playoffs
|  | Cuartos de final             | Cuartos de final             | Cuartos de final             | Cuartos de final             | Cuartos de final     | Cuartos de final |                        |                        | Semifinales            | Semifinales            | Semifinales | Semifinales | Semifinales | Semifinales |  |  | Final | Final | Final | Final | Final | Final |
|  |                              |                              |                              |                              |                      |                  |                        |                        |                        |                        |             |             |             |             |  |  |       |       |       |       |       |       |
|  |                              |                              |                              |                              |                      |                  |                        |                        |                        |                        |             |             |             |             |  |  |       |       |       |       |       |       |
|  |                              |                              |                              |                              |                      |                  |                        |                        |                        |                        |             |             |             |             |  |  |       |       |       |       |       |       |
|  | 1 Ros Casares Valencia       | 1 Ros Casares Valencia       | 1 Ros Casares Valencia       | 1 Ros Casares Valencia       | 76                   | 81               |                        |                        |                        |                        |             |             |             |             |  |  |       |       |       |       |       |       |
|  | 1 Ros Casares Valencia       | 1 Ros Casares Valencia       | 1 Ros Casares Valencia       | 1 Ros Casares Valencia       | 76                   | 81               |                        |                        |                        |                        |             |             |             |             |  |  |       |       |       |       |       |       |
|  | 8 Mann Filter Zaragoza       | 8 Mann Filter Zaragoza       | 8 Mann Filter Zaragoza       | 8 Mann Filter Zaragoza       | 60                   | 52               |                        |                        |                        |                        |             |             |             |             |  |  |       |       |       |       |       |       |
|  | 8 Mann Filter Zaragoza       | 8 Mann Filter Zaragoza       | 8 Mann Filter Zaragoza       | 8 Mann Filter Zaragoza       | 60                   | 52               | 1 Ros Casares Valencia | 1 Ros Casares Valencia | 1 Ros Casares Valencia | 1 Ros Casares Valencia | 84          | 75          |             |             |  |  |       |       |       |       |       |       |
|  |                              |                              |                              |                              |                      |                  | 1 Ros Casares Valencia | 1 Ros Casares Valencia | 1 Ros Casares Valencia | 1 Ros Casares Valencia | 84          | 75          |             |             |  |  |       |       |       |       |       |       |
|  |                              | 5 PC Mendibil                | 5 PC Mendibil                | 5 PC Mendibil                | 5 PC Mendibil        | 70               | 54                     |                        |                        |                        |             |             |             |             |  |  |       |       |       |       |       |       |
|  | 4 Celta Banco Simeón         | 4 Celta Banco Simeón         | 4 Celta Banco Simeón         | 4 Celta Banco Simeón         | 5 PC Mendibil        | 70               | 54                     | 70                     | 63                     |                        |             |             |             |             |  |  |       |       |       |       |       |       |
|  | 4 Celta Banco Simeón         | 4 Celta Banco Simeón         | 4 Celta Banco Simeón         | 4 Celta Banco Simeón         |                      |                  |                        |                        |                        |                        |             |             |             |             |  |  |       |       |       |       |       |       |
|  | 5 PC Mendibil                | 5 PC Mendibil                | 5 PC Mendibil                | 5 PC Mendibil                | 75                   | 74               |                        |                        |                        |                        |             |             |             |             |  |  |       |       |       |       |       |       |
|  | 5 PC Mendibil                | 5 PC Mendibil                | 5 PC Mendibil                | 5 PC Mendibil                | 75                   | 74               | 1 Ros Casares Valencia | 1 Ros Casares Valencia | 1 Ros Casares Valencia | 73                     | 75          | 64          |             |             |  |  |       |       |       |       |       |       |
|  |                              |                              |                              |                              |                      |                  | 1 Ros Casares Valencia | 1 Ros Casares Valencia | 1 Ros Casares Valencia | 73                     | 75          | 64          |             |             |  |  |       |       |       |       |       |       |
|  |                              | 2 UB-FC Barcelona            | 2 UB-FC Barcelona            | 2 UB-FC Barcelona            | 68                   | 68               | 52                     |                        |                        |                        |             |             |             |             |  |  |       |       |       |       |       |       |
|  | 2 UB-FC Barcelona            | 2 UB-FC Barcelona            | 2 UB-FC Barcelona            | 2 UB-FC Barcelona            | 68                   | 68               | 52                     | 76                     | 81                     |                        |             |             |             |             |  |  |       |       |       |       |       |       |
|  | 2 UB-FC Barcelona            | 2 UB-FC Barcelona            | 2 UB-FC Barcelona            | 2 UB-FC Barcelona            |                      |                  |                        |                        |                        |                        |             |             |             |             |  |  |       |       |       |       |       |       |
|  | 7 USP CEU-ADECCO Estudiantes | 7 USP CEU-ADECCO Estudiantes | 7 USP CEU-ADECCO Estudiantes | 7 USP CEU-ADECCO Estudiantes | 69                   | 66               |                        |                        |                        |                        |             |             |             |             |  |  |       |       |       |       |       |       |
|  | 7 USP CEU-ADECCO Estudiantes | 7 USP CEU-ADECCO Estudiantes | 7 USP CEU-ADECCO Estudiantes | 7 USP CEU-ADECCO Estudiantes | 69                   | 66               | 2 UB-FC Barcelona      | 2 UB-FC Barcelona      | 2 UB-FC Barcelona      | 2 UB-FC Barcelona      | 86          | 71          |             |             |  |  |       |       |       |       |       |       |
|  |                              |                              |                              |                              |                      |                  | 2 UB-FC Barcelona      | 2 UB-FC Barcelona      | 2 UB-FC Barcelona      | 2 UB-FC Barcelona      | 86          | 71          |             |             |  |  |       |       |       |       |       |       |
|  |                              | 3 Yaya María Breogán         | 3 Yaya María Breogán         | 3 Yaya María Breogán         | 3 Yaya María Breogán | 72               | 66                     |                        |                        |                        |             |             |             |             |  |  |       |       |       |       |       |       |
|  | 3 Yaya María Breogán         | 3 Yaya María Breogán         | 3 Yaya María Breogán         | 3 Yaya María Breogán         | 3 Yaya María Breogán | 72               | 66                     | 71                     | 66                     | 76                     |             |             |             |             |  |  |       |       |       |       |       |       |
|  | 3 Yaya María Breogán         | 3 Yaya María Breogán         | 3 Yaya María Breogán         |                              |                      |                  |                        |                        |                        | 76                     |             |             |             |             |  |  |       |       |       |       |       |       |
|  | 6 Perfumerías Avenida        | 6 Perfumerías Avenida        | 6 Perfumerías Avenida        | 60                           | 73                   | 52               |                        |                        |                        |                        |             |             |             |             |  |  |       |       |       |       |       |       |
|  | 6 Perfumerías Avenida        | 6 Perfumerías Avenida        | 6 Perfumerías Avenida        | 60                           | 73                   | 52               |                        |                        |                        |                        |             |             |             |             |  |  |       |       |       |       |       |       |

## Postemporada
- Campeonas de la Liga Femenina 2003-04: Ros Casares Valencia (3er título).
- Campeonas de la Copa de la Reina 2004: Ros Casares Valencia (3er título).
- Campeonas de la Supercopa 2003: Ros Casares Valencia (1er título).
- Clasificadas para Euroliga 2004-05: Ros Casares Valencia.
- Clasificadas para Eurocup 2004-05: Perfumerías Avenida y CajaCanarias.
- Descendidas a Liga Femenina 2 2004-05:  Rivas Futura y Cadí La Seu.
- Ascendidas de Liga Femenina 2 2003-04:  Motiva Real Canoe N.C. y Acis Mercaleón.